# Curtara gatuna
Curtara gatuna är en insektsart som beskrevs av Delong och Wolda 1982. Curtara gatuna ingår i släktet Curtara och familjen dvärgstritar. Inga underarter finns listade i Catalogue of Life.